# Ajii Wawatsinias
Ajii Wawatsinias (gr. Άγιοι Βαβατσινιάς lub Αγίοι Βαβατσινιάς) – wieś w Republice Cypryjskiej, w dystrykcie Larnaka. W 2011 roku liczyła 131 mieszkańców.